# Palazzo Carli (Capodistria)
Palazzo Carli (Palača Carli in sloveno) è una storica dimora situata in via Oton Župančič 39, nel centro storico della cittadina slovena di Capodistria. Ospita al suo interno le principali istituzioni della minoranza italiana in Slovenia come la sede dell'Unione Italiana e la locale redazione del quotidiano La Voce del popolo.

## Storia e descrizione
Ospitava originariamente la confraternita di San Clemente poi, nel XVII secolo, fu acquistato dalla famiglia Carli. Nel 1720 vi nacque l'economista Gian Rinaldo Carli. 
L'edificio presenta una facciata barocca con un portale ad arco sopra al quale si staglia la balconata impreziosita una trifora del salone al piano nobile. Il cortile interno, al cui centro si trova un pozzo del 1418, rivela invece l'originale architettura gotica della struttura.